# Lake Success
Lake Success es una villa ubicada en el condado de Nassau en el estado estadounidense de Nueva York. En el año 2000 tenía una población de 2.797 habitantes y una densidad poblacional de 574 personas por km². Lake Success se encuentra dentro del pueblo de North Hempstead.

## Geografía
Lake Success se encuentra ubicada en las coordenadas 40°46′13″N 73°42′48″O / 40.77028, -73.71333. Según la Oficina del Censo, la ciudad tiene un área total de 5 km² (1,9 mi²), de la cual 4,9 km² (1,9 mi²) es tierra y 0,1 km² (0 mi²) (2.08%) es agua.

## Demografía
Según la Oficina del Censo en 2000 los ingresos medios por hogar en la localidad eran de $134,383, y los ingresos medios por familia eran $145,562. Los hombres tenían unos ingresos medios de $100,000 frente a los $46,923 para las mujeres. La renta per cápita para la localidad era de $58,002. Alrededor del 1.9% de la población estaban por debajo del umbral de pobreza.